# 阿提斯皇家动物园
阿提斯皇家动物园（荷蘭語：Natura Artis Magistra）是荷蘭阿姆斯特丹市中心的一个动物园。它是荷兰最古老的动物园，也是欧洲大陆最古老的动物园之一。除了动物景區外，阿提斯皇家动物园还包括一个水族馆、一个天文馆和一个植物园。阿提斯皇家动物园內有27座具有历史意义的建筑、桥梁和池塘。

## 历史
动物园由Gerard Westerman、J.W.H.Werlemann和J.J.Wijsmuller于1838年創辦，最初只对会员开放。从1851年起，它於每年的9月向公众开放。1920年起，動物園開始全年向公众开放，同時9月遊覽動物園會有折扣價。